# خوسيه دوراند لاغونا
خوسيه مانويل دوراند لاغونا (بالإسبانية: José Manuel Durand Laguna)‏ الشهير باسم خوسيه دوراند لاغونا (7 نوفمبر 1885 في بوينس آيرس ، الأرجنتين – 1 فبراير 1965 في أسونسيون ، الباراغواي) لاعب ومدرب كرة قدم أرجنتيني راحل كان يجيد اللعب في مركز الجناح . كمدرب قاد منتخب الباراغواي في بطولة كأس العالم لكرة القدم 1930 التي أقيمت في الأوروغواي كما قاده في بطولة كأس أمريكا الجنوبية 1921  و 1929.